# Stomiiformes
Os Stomiiformes são uma ordem de peixes actinopterígeos.

## Classificação
Existem duas sub-ordens, cada uma com duas famílias:
- Sub-ordem Gonostomatoidei
  - Gonostomatidae
  - Sternoptychidae
- Sub-ordem Phosichthyoidei
  - Phosichthyidae
  - Stomiidae